# 이시구로 마사카즈
이시구로 마사카즈(石黒正数, 1977년 9월 8일 - )는 일본의 남성 만화가이다. 후쿠이현 후쿠이시 출신. 후쿠이 공업대학 부속 후쿠이 고등학교 디자인과, 오사카 예술대학 예술학부 디자인학과 졸업. 기혼.

## 내력·작풍
2000년 〈히어로〉로써 애프터눈 사계상에서 가을의 사계상을 수상하며 데뷔하였다. 2005년부터 《영 킹 아워스》에서 《그래도 마을은 돌아간다》, 2009년부터 《주간 소년 챔피언》에서 《목요일의 플루트》, 2012년부터 《별간 소년 챔피언》에서 《별간 목요일의 토요일》을 연재. 이와 같이 다수한 연재를 감당하고 있음에도 《콘스턴트》에서 1회물도 발표하며, 청년만화지에서 여성만화지까지 폭넓은 만화잡지에 작품을 게재하고 있다. 오사카 예술대학 재학중 소속된 만화연구회(CAS)의 멤버에 사토 도슈키, 요시다 지로 등이 있었음. 또한 일러스트레이터 나카무라 유스케가 동교동급생으로 서로를 의식한 채 활동하였으므로 지금까지 친분이 있다.
영향을 받은 만화가에 후지코 후지오, 오토모 가쓰히로, 오하라 신지를 들고 있음. 처음으로 읽었던 만화가 후지코의 《도라에몽》으로 중학생 때는 《도라에몽》만 내처 읽었다고 말한다. 특히나 후지코 F 후지오에게 받은 영향은 거대하며, 자신의 작풍은 후지코의 작풍 'SF(스코시 후시기, 조금 희한함)'를 거듭 리스펙트한 것에 지나지 않다 하였다. 후지코 이래 그림에 있어서는 오토모의 영향을 받고, 오하라의 일상을 베이스로 한 작품에 영향을 받았다 함. 《월간 애프터눈》에 원고를 들고 찾아간 것도 오하라의 《근화보》의 연재지였기 때문.
영상작품으로는 오시이 마모루의 작품을 좋아함. 로지컬한 점과 자신이 적공을 들여 구축한 세계를 항상 시원스럽게 때려부수는 점에 매력을 느낀다 한다. 몇 번이고 돌려 보고 있자면 점점 기분이 좋아지는 것이 대단하다고도. 딱 한 작품만 고르자면 《선조님 만만세!》라는데, 그 영향은 노골적으로 드러나 있다 한다.
레핏슈의 대단한 팬이며 멤버의 솔로 활동에 대하여 높이 평가하고 있다.
2009년 후지테레비계 《세상에도 기묘한 이야기》에서 단편작품 〈스위치〉가 텔레비전 드라마화되었다. 2010년 TBS테레비 등 방송국에서 《그래도 마을은 돌아간다》가 텔레비전 아니메화되었다. 또 2011년 BS11 디지털의 《주간 코믹 TV 코미손 타임》에서 〈올가미맨〉(なげなわマン)이라는 코미손(コミソン)이 방송되는 등 다수한 집필작품이 여러 가지 형태로 미디어믹스화되었다.
《그래도 마을은 돌아간다》는 2013년 제16회 문화청 미디어 예술제 만화부문 우수상 및 2018년 제49회 성운상 코믹 부문에서 각각 수상하였다.

## 작품 목록

### 연재 작품
- 《아가페 -범죄교섭인 이치죠 하루카-》(アガペ -犯罪交渉人 一乗はるか-, 《코믹 플래퍼》 2004년 3월호 - 2006년 3월호) 전4권 - 원작: 가시마 준. 최종화 한정 이시구로도 원작에 참여.
- 《그래도 마을은 돌아간다》[9](それでも町は廻っている, 《영 킹 아워스》 2005년 5월호 - 2016년 12월호) 전16권
- 《네무루바카》(ネムルバカ, 《월간 COMIC 류》 2006년 11월호 - 2008년 3월호 부정기연재) 전1권
- 《도리스와 콩》(ドリスとマメ, 《MiChao!》 내 《피테칸트로푸스》 부정기연재, 올컬러) - 미단행본화. 전5화. 2018년 고단샤의 웹사이트 모아이에 재록.[10]
- 《외천루》(外天楼, 《메피스토》 2008년 9월호 - 2011년 Vol.2) 전1권
- 《교코와 아버지》(響子と父さん, 《월간 COMIC 류》 2008년 11월호 - 2010년 2월호 부정기연재) 전1권[11]
- 《목요일의 플루트》(木曜日のフルット, 《주간 소년 챔피언》 2009년 6월호 - 연재중) 기간5권
  - 《별책 목요일의 플루트》(別冊 木曜日のフルット, 《별책 소년 챔피언》 2012년 7월호 - 2018년 12월호)
- 《천국대마경》(天国大魔境, 《월간 애프터눈》 2018년 3월호 - 연재중) 기간 5권
- 《양키 아가씨의 불확실한 진실》(ヤンキー嬢ちゃんの不確かな真実, 《별간 소년 챔피언》 2019년 4월호 - 연재중)

### 작품집
- 《Present for me》(쇼넨가호샤, 2007년간)
  - 〈히어로〉(ヒーロー, 《애프터눈 시즌 증간》 No.5 Autumn 2000년) - 이시구로 마사카즈(石黒正和) 명의
  - 〈바버라〉(バーバラ, 《코믹 플래퍼》 2002년 10월호)
  - 〈카운트다운〉(カウントダウン, 《코믹 플래퍼》 2002년 10월호)
  - 〈전진 사이킥 소년단〉(ススメ サイキック少年団, 《코믹 플래퍼》 2003년 1월호)
  - 〈Present for me〉(《코믹 플래퍼》 2003년 5월호)
  - 〈올가미맨〉(なげなわマン, 《코믹 플래퍼》 2003년 12월호)
  - 〈다이조의 헬멧〉(泰造のヘルメット, 미발표 2004년)

- 《탐정기담》(探偵綺譚, 도쿠마쇼텐)
  - 〈탐정기담〉(探偵綺譚, 《코믹 플래퍼》 2003년 8월호)
  - 〈스위치〉(スイッチ, 《COMIC MAGNA》 2007년 8월호) - 《세상에도 기묘한 이야기》에서는 〈폭탄남의 스위치〉.
  - 〈14세 성 상담실〉(14歳 性の相談室, 《챔피언 RED 이치고》 2007년 1호)
  - 〈김빠진 맥주에서...〉(気の抜けたビールで…, 《모닝 2》 No.01)
  - 〈계략〉(カラクリ, 《월간 코믹 러시》 2006년 8월호)
  - 〈피의 연판장〉(血の連判状, 《코믹 전국 매거진》 2005년 3호)
  - 〈스페이스 레인저 고 파이브〉(スペースレンジャー ゴーファイブ, 《코믹 플래퍼》 2003년 2월호)
  - 〈수학여행〉(修学旅行, 《코믹 플래퍼》 2003년 9월호)
  - 〈어두컴컴한 구멍 밑바닥에서〉(薄暗い穴の底から, 《월간 간간 WING》 2005년 7월호 부록)
  - 〈남국 픽시〉(南国ピクシー, 《슈퍼 파치슬로 777》 2005년 12월호)
  - 〈남국 반초〉(南国番長, 《슈퍼 파치슬로 777》 2006년 6월호)

- 《포지티브 선생》(ポジティブ先生, 2010년간)
  - 〈씨앗〉[12](種, 잡지미게재) - 제5회 빔 만화 대상 가작. 이시구로 마사카즈(石黒正和) 명의
  - 〈저스티스 저스트〉(ジャスティス・ジャスト, 《울트라 점프》 2009년 12월호)
  - 〈밤은 붉은 눈의 세계〉(夜は赤い目の世界, 《코믹 플래퍼》 2002년 8월호)
  - 〈포지티브 선생〉(ポジティブ先生, 《월간 소년 간간》 2007년 10월호)
  - 〈나사까지 사랑하고〉(ネジまで愛して, 《코믹 플래퍼》 2002년 12월호)
  - 〈데몬 나이츠〉(デーモンナイツ, 《영 킹》 2006년 No.8)
  - 〈괴기! 투명인간이 온다〉(怪奇!透明人間が来る, 《코믹 플래퍼》 2003년 3월호)

### 단행본 미수록 단편
- 〈우주구명 24시〉(宇宙救命24時, 잡지미게재) - 《코믹 플래퍼》 제4회 신인만화대상 편집장 특별상. 이시구로 마사카즈(石黒正和) 명의.
- 〈전진 사이킥 소년단 2〉(ススメ サイキック少年団2, 《코믹 플래퍼》 2003년 7월호)
- 〈네무루바카 번외편 서브마린〉(ネムルバカ番外篇 サブマリン, 《월간 COMIC 류》 2008년 5월호) - 동지 2010년 3월호 부록책자 〈네무루바카 1.5권〉에 재록.
- 〈첫사랑 플레이볼〉(初恋プレイボール, 《세이코레 ISM GP 영 점프 제복 콜렉션 2007-2008 YEAR BOOK》 2008년 6월간)
- 〈신축〉(新築, 《Elegance 이브》 2012년 1월호) - 동지 2012년 5월호 부록책자 〈처음 뵙겠습니다 에레강스 이브〉에 재록.
- 〈엇갈림〉(ずれ, 《Elegance 이브》 2012년 2월호) 《못토!》 2012년 하호에 재록.
- 〈창문〉(窓, 《Elegance 이브》 2012년 2월호) 《못토!》 2012년 하호에 재록.
- 〈빵 호러〉(パンホラー, 《못토!》 Vol.1)
- 〈한없이 투명에 가까운 소금〉(限りなく透明に近い塩, 《월간 COMIC 류》 2013년 6월호)
- 〈프리즈너〉(プリズナー, 《못토!》 Vol.7)
- 〈생명의 물〉(命の水, 《미라클 점프》 2014년 8월호)
- 〈음속의 상자〉(音速の箱 《F 라이프 3호》 2014년 11월간)
- 〈「기다릴 수 없는 만화」 가르쳐 드립니다!〉(「ガマンできないマンガ」教えます！, 《모닝》 2017년 No.45) - 오토모 가쓰히로의 《AKIRA》를 제재로 한 두쪽짜리 에세이 만화.

### 앤솔로지 등
- 《20인+α의 20면상의 여인》(20人+αの二十面相の娘, 《코믹 플래퍼》 2008년 5월호 별책부록)
- 《스필런커 앤솔로지 코믹》(スペランカーアンソロジーコミック, 《월간 코믹 러시》 2010년 3월호) - 동명의 단행본(점프 〈CR COMICS DX〉 2010년 2월 6일 발매, ISBN 978-4-86176-748-7)에 수록.
- 《코믹☆호시 신이치 노려진 금고》(コミック☆星新一 ねらった金庫, 《미스터리 보니타》 2012년 7월호) - 원작: 호시 신이치. 옴니버스 단행본 《코믹☆호시 신이치 친한 체하는 악마》(コミック☆星新一 親しげな悪魔, 아키타 쇼텐, 2012년)에 수록.
- 《소레미테 in NY ~이시구로P의 희한한 밤~ 》(ソレミテ in NY 〜石黒Pの不思議な夜〜, 《월간 영 킹》 2013년 8월호) - 오노데라 고지 《소레미테 ~그래도 영이 보고 싶어~》(ソレミテ 〜それでも霊が見てみたい〜) 제1권에 수록.
- 《소레미테 in 오사카 ~이시구로P의 섬뜩한 밤~》(ソレミテ in 大阪 〜石黒Pの不気味な夜〜, 잡지미게재) - 오노데라 코지 《소레미테 ~그래도 영이 보고 싶어~》 제2권에 수록.

### 서적 일러스트
- 미야다이 신지 《미야다이 교수의 취업원론》(宮台教授の就活原論), 오타 출판, 2011년 9월 17일 발매, ISBN 978-4-7783-1277-0
- 아케노 가에루코 《마타타비 기요코의 묘혼》(マタタビ潔子の猫魂), 미디어팩토리 〈MF문고 다 빈치〉, 2012년 1월 23일 발매, ISBN 978-4-8401-4364-6
- 기무라 소타 《기요미즈 준 교수의 법학입문》(キヨミズ准教授の法学入門), 세이카이샤 〈세이카이야 신서〉, 2012년 11월 22일 발매, ISBN 978-4-06-138527-6
- 우오즈미 히나타 《천연아버지기념물에도식부주의》(天然オヤジ記念物江戸前不始末), 아쿠 출판 〈아쿠 북스〉, 2013년 4월 18일 전자서적 발매
- 일본 국민의 권리를 주장하는 모임 《몰랐다면 완전 손해! 나라에서 받을 수 있는 「돈」과 「서비스」》(知らなかったらまる損！国からもらえる「お金」と「サービス」), 코스믹 출판, 2014년 6월 발매, ISBN 978-4-7747-9099-2
- 포스트 미디어 편집부 편 《만화 애호가를 위한 만화가 인터뷰집》(マンガ好きのためのマンガ家インタビュー集), 이치진샤, 2017년 7월 1일 발매, ISBN 978-4-7580-1541-7
- 앨란 마스타이 《시공의 요람》(時空のゆりかご), 하야카와 문고, 2018년 2월 15일 발매, ISBN 978-4-15-012168-6
- 니타도리 게이 《서술트릭 단편집》(叙述トリック短編集), 고단샤, 2018년 9월 20일 발매, ISBN 978-4-06-513139-8

### 기타
- 오노데라 고지 《소레미테 ~그래도 영이 보고 싶어~》(ソレミテ 〜それでも霊が見てみたい〜, 《영 킹 아워즈》 2012년 9월호 - 2015년 2월호) - 이시구로는 '종합 프로듀서'로 참가하며, 작화담당 고지와 함께 작중인물로 등장. 담당편집자나 게스트 참가자와 함께 심령 스팟을 탐험하는 모습을 그렸다.[13] 또한 단행본 제1권 초판 띠지에는 《그래도 마을은 돌아간다》 등장인물 곤 후타바가 그려져 있음.[14] 전3권
- 오노데라 고지×이시구로 마사카즈 《귀신도》(おばけ道, 《영 킹 어워즈》 2015년 12월호 - 2018년 3월호) - 상기 《소레미테》의 속편적 작품. 만화집필은 계속 고지가 담당. 전1권.
- 테레비 아니메 《가짜 이야기》(제3회 제공 백 일러스트)
- 테레비 아니메 《푸른 강철의 아르페지오 -아르스 노바-》(제6화 엔드 카드)
- 테레비 아니메 《우리들은 모두 카와이네》(제11화 엔드 카드)
- 테레비 아니메 《영 블랙 잭》(제7회 제공 백 일러스트)
- 《인공지능》 제30권 제1호 - 제6호 표지(인공지능학회지 2015년 1월 - 11월)
- 규소네코카미의 음반 《인생은 아직 계속된다》(人生はまだまだ続く, 쟈켓 일러스트, 부클릿 일러스트)
- 테레비 아니메 《영상연에는 손대지 마!》(제4화 일러스트)

## 어시스턴트
- 쓰나미노 유
- 쓰바나